# 全国“双百”评选

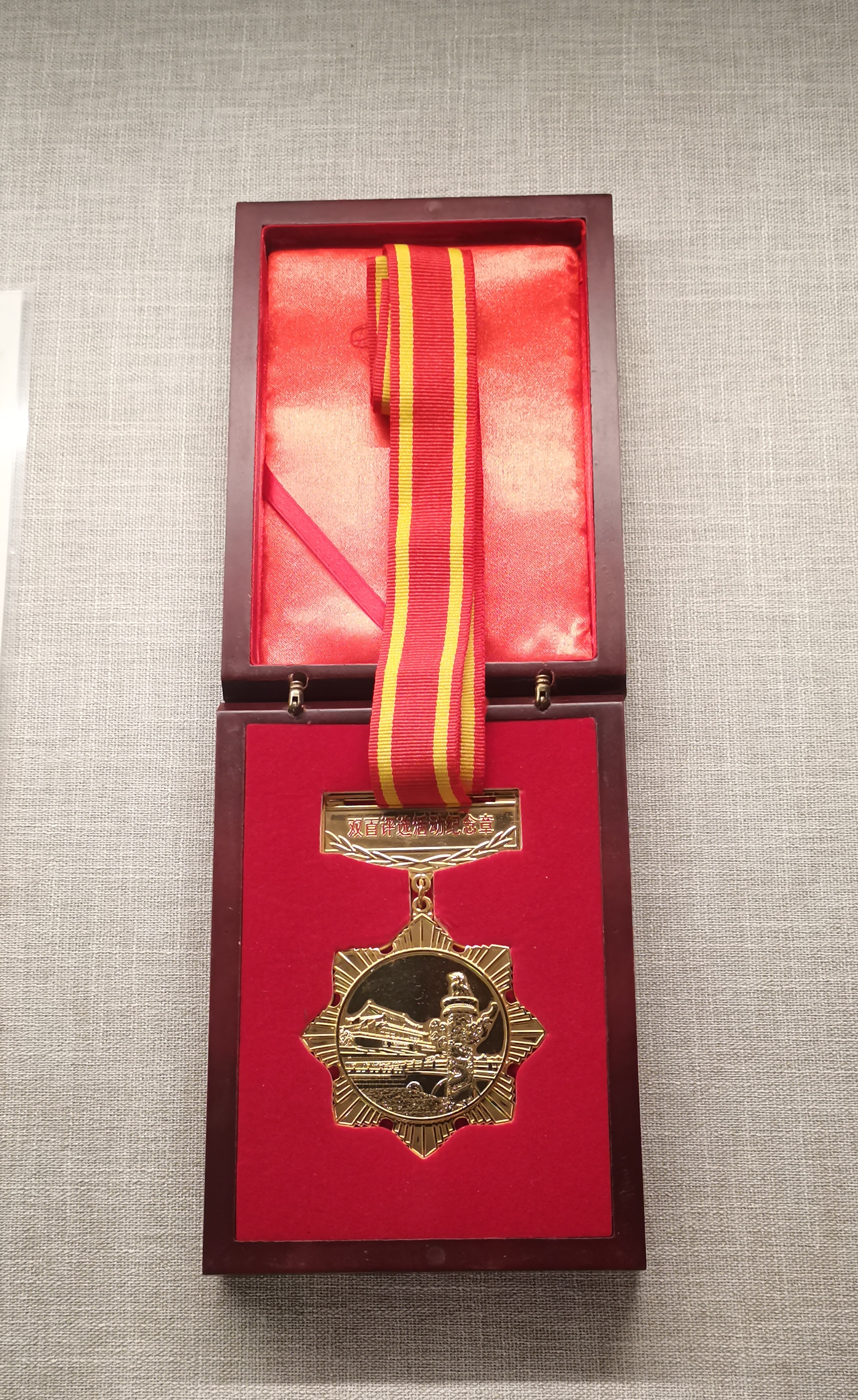
双百评选活动纪念章

100位為新中國成立作出突出貢獻的英雄模範人物和100位新中國成立以來感動中國人物評選（簡稱全國「雙百」人物評選）是為迎接中華人民共和國成立60周年，由中共中央宣傳部、中共中央組織部、中共中央統戰部、中共中央文獻研究室、中共中央黨史研究室、民政部、人力資源社會保障部、全國總工會、共青團中央、全國婦聯、解放軍總政治部等11個部門聯合組織開展的評選活動。 

## 評選準則
「100位為新中國成立作出突出貢獻的英雄模範人物」的標準是「為了民族獨立和人民解放英勇犧牲，值得永遠銘記的革命先烈；為為黨和人民的事業不懈奮鬥的基層優秀共產黨員、戰鬥英雄和革命群眾的傑出代表；堅決擁護和支持革命事業，積極從事進步活動的著名民主愛國人士和國際友人；在全民族抗戰中頑強奮戰、為國捐軀的愛國將士。」時間限定在從中國共產黨誕生到中華人民共和國成立，即1921年到1949年這28年。
「100位新中國成立以來感動中國人物」的標準是「堅決貫徹落實黨的路線方針政策，堅定理想信念，牢記黨的宗旨，廉潔奉公，一心為民的基層優秀黨員幹部；為國家發展、民族振興、社會和諧、人民幸福作出重大貢獻的各行各業傑出代表；在平凡崗位上做出不平凡業績的工人、農民、知識分子和解放軍官兵、青年學生以及其他先進典型。」

## 候選人提名
全國「雙百」人物評選活動自2009年5月中旬啟動以來，中國各地各部門高度重視，精心組織，廣大幹部群眾紛紛以信函通訊、網絡媒體、熱線電話、手機短信等方式積極参與，推薦提名「雙百」人物候選人。評選活動組委會根據群眾推薦情況，經過評審組認真評議，最終確定了合共300名「雙百」人物候選人。

## 投票
全國「雙百」人物評選候選人在2009年7月20日向社會公布，投票期由7月20日到8月10日。中國各地群眾可以通過報紙選票、網絡投票和手機投票三種方式參與投票評選。活動組委會辦公室還公布了監督電話，以保證評選活動的公正性。20天時間内，群眾參與投票總數近1億。在投票評選的基礎上，經過有關部門審核、組委會評審組專家投票等程序，最終於9月10日評選出全國「雙百」人物。

## 评选结果
100位为新中国成立作出突出贡献的英雄模范人物名单（按姓氏笔画排序）：
八女投江、于化虎、小叶丹、马本斋、马立训、方志敏、毛泽民、毛泽覃、王尔琢、王尽美、王克勤、王若飞、邓萍、邓中夏、邓恩铭、韦拔群、冯平、卢德铭、叶挺、叶成焕、左权、白求恩、任常伦、关向应、刘老庄连、刘伯坚、刘志丹、刘胡兰、吉鸿昌、向警予、寻淮洲、戎冠秀、朱瑞、江上青、江竹筠、许继慎、阮嘯仙、何叔衡、佟麟阁、吴运铎、吴焕先、张太雷、张自忠、张学良、张思德、旷继勋、李白、李林、李大钊、李公朴、李兆麟、李硕勋、杨殷、杨子荣、杨开慧、杨虎城、杨靖宇、杨闇公、萧楚女、苏兆征、邹韬奋、陈延年、陈树湘、陈嘉庚、陈潭秋、冼星海、周文雍和陈铁军夫婦、周逸群、明德英、林祥谦、罗亦农、罗忠毅、罗炳辉、郑律成、恽代英、段德昌、贺英、赵一曼、赵世炎、趙尚志、赵博生、赵登禹、闻一多、埃德加·斯诺、夏明翰、格里戈里·库里申科、狼牙山五壮士、聂耳、郭俊卿、钱壮飞、黄公略、彭湃、彭雪枫、董存瑞、董振堂、谢子长、鲁迅、蔡和森、戴安澜、瞿秋白
100位新中国成立以来感动中国人物名单（按姓氏笔画排序）：
丁曉兵、马万水、马永顺、马恒昌、马海德、中国女排五连冠群体、孔祥瑞、孔繁森、文花枝、方永刚、方红霄、毛岸英、王杰、王选、王瑛、王乐义、王有德、王啟民、王进喜、王顺友、邓平寿、邓建军、邓稼先、丛飞、包起帆、史光柱、史来贺、叶欣、甘远志、申纪兰、白方礼、任长霞、刘文学、刘英俊、华罗庚、向秀丽、廷·巴特尔、许振超、达吾提·阿西木、邢燕子、吴大观、吴仁宝、吴天祥、吴金印、吴登云、宋鱼水、张华、张云泉、张秉贵、张海迪、时传祥、李四光、李春燕、李桂林和陆建芬夫婦、李素芝、李梦桃、李登海、杨利伟、杨怀远、杨根思、苏宁、谷文昌、邰丽华、邱少云、邱光华、邱娥国、陈景润、麦贤得、孟泰、孟二冬、林浩、林巧稚、林秀貞、欧阳海、罗映珍、罗健夫、罗盛教、草原英雄小姐妹、赵梦桃、钟南山、唐山十三农民、容国团、徐虎、秦文贵、袁隆平、钱学森、常香玉、黄继光、彭加木、焦裕禄、蒋筑英、谢延信、韩素云、窦铁成、赖宁、雷锋、谭彦、谭千秋、谭竹青、樊锦诗